# Ischnothele
Ischnothele Ausserer, 1875 è un genere di ragni appartenente alla famiglia Ischnothelidae.

## Distribuzione
Delle dodici specie oggi note, ben undici sono state reperite nelle Americhe, dagli Stati Uniti meridionali all'Argentina; una, la I. indicola è un endemismo dell'India, nello Shillong, municipalità dell'Assam

## Tassonomia
Non è sinonimo anteriore di Thelechoris Karsch, 1881, come descritto in un lavoro di Benoit (1964e).
Non sono stati esaminati esemplari di questo genere dal 2014; nel 2008 è stato descritto dal paleontologo e aracnologo Penney un esemplare rinvenuto in un'ambra della Repubblica Dominicana.
Attualmente, a dicembre 2020, si compone di 12 specie:
- Ischnothele annulata Tullgren, 1905 — Brasile, Bolivia, Paraguay, Argentina
- Ischnothele caudata Ausserer, 1875[3] — dal Messico al Brasile
- Ischnothele digitata (O. P.-Cambridge, 1892) — dal Messico a El Salvador
- Ischnothele garcia Coyle, 1995 — Hispaniola (Grandi Antille)
- Ischnothele goloboffi Coyle, 1995 — Perù
- Ischnothele guianensis (Walckenaer, 1837) — dal Perù alla Guyana
- Ischnothele huambisa Coyle, 1995 — Perù
- Ischnothele indicola Tikader, 1969 — India
- Ischnothele jeremie Coyle, 1995 — Hispaniola (Grandi Antille)
- Ischnothele longicauda Franganillo, 1930 — Isole Bahama, Cuba
- Ischnothele reggae Coyle & Meigs, 1990 — Giamaica
- Ischnothele xera Coyle & Meigs, 1990 — Giamaica

### Specie trasferite
- Ischnothele cassetti Tucker, 1920; trasferita al genere Thelechoris Karsch, 1881.
- Ischnothele catamita Simon, 1907; trasferita al genere Lathrothele Benoit, 1965.
- Ischnothele dumicola Pocock, 1900; trasferita al genere Indothele Coyle, 1995.
- Ischnothele karschi (Bösenberg & Lenz, 1895); trasferita al genere Thelechoris Karsch, 1881.
- Ischnothele mashonica Pocock, 1901; trasferita al genere Thelechoris Karsch, 1881.
- Ischnothele rutenbergi (Karsch, 1881); trasferita al genere Thelechoris Karsch, 1881.
- Ischnothele simplicata Saito, 1933; trasferita al genere Macrothele Ausserer, 1871, appartenente alla famiglia Hexathelidae.
- Ischnothele strandi Spassky, 1937; trasferita al genere Phyxioschema Simon, 1889.

### Sinonimi
- Ischnothele affinis Schiapelli & Gerschman, 1945; posta in sinonimia con I. annulata Tullgren, 1905, a seguito di un lavoro di Coyle del 1995[1].
- Ischnothele campestris Schiapelli & Gerschman, 1945; posta in sinonimia con I. annulata Tullgren, 1905, a seguito di un lavoro di Coyle del 1995[1].
- Ischnothele cranwelli Gerschman & Schiapelli, 1948; posta in sinonimia con I. annulata Tullgren, 1905, a seguito di un lavoro di Coyle del 1995[1].
- Ischnothele ecuadorensis Schmidt, 1956; posta in sinonimia con I. digitata (O. P.-Cambridge, 1892), a seguito di un lavoro di Coyle del 1995[1].
- Ischnothele funesta (Fischel, 1927); posta in sinonimia con I. caudata Ausserer, 1875, a seguito di un lavoro di Coyle del 1995[1].
- Ischnothele indigens Vellard, 1924; posta in sinonimia con I. annulata Tullgren, 1905, a seguito di un lavoro di Coyle del 1995[1].
- Ischnothele obtusa (Fischel, 1927); posta in sinonimia con I. caudata Ausserer, 1875, a seguito di un lavoro di Coyle del 1995[1].
- Ischnothele pusilla (Simon, 1889); posta in sinonimia con I. caudata Ausserer, 1875, a seguito di un lavoro di Coyle del 1995[1].
- Ischnothele sexpunctata Bücherl, Timotheo & Lucas, 1971; posta in sinonimia con I. caudata Ausserer, 1875, a seguito di un lavoro di Coyle del 1995[1].
- Ischnothele siemensi F. O. P.-Cambridge, 1896; posta in sinonimia con I. guianensis (Walckenaer, 1837), a seguito di un lavoro di Coyle del 1995[1].
- Ischnothele zebrina (Simon, 1891); posta in sinonimia con I. caudata Ausserer, 1875, a seguito di un lavoro di Coyle del 1995[1].
- Ischnothele zorodes Mello-Leitão, 1943; posta in sinonimia con I. annulata Tullgren, 1905, a seguito di un lavoro di Coyle del 1995[1].